# Sibelius-Akademie

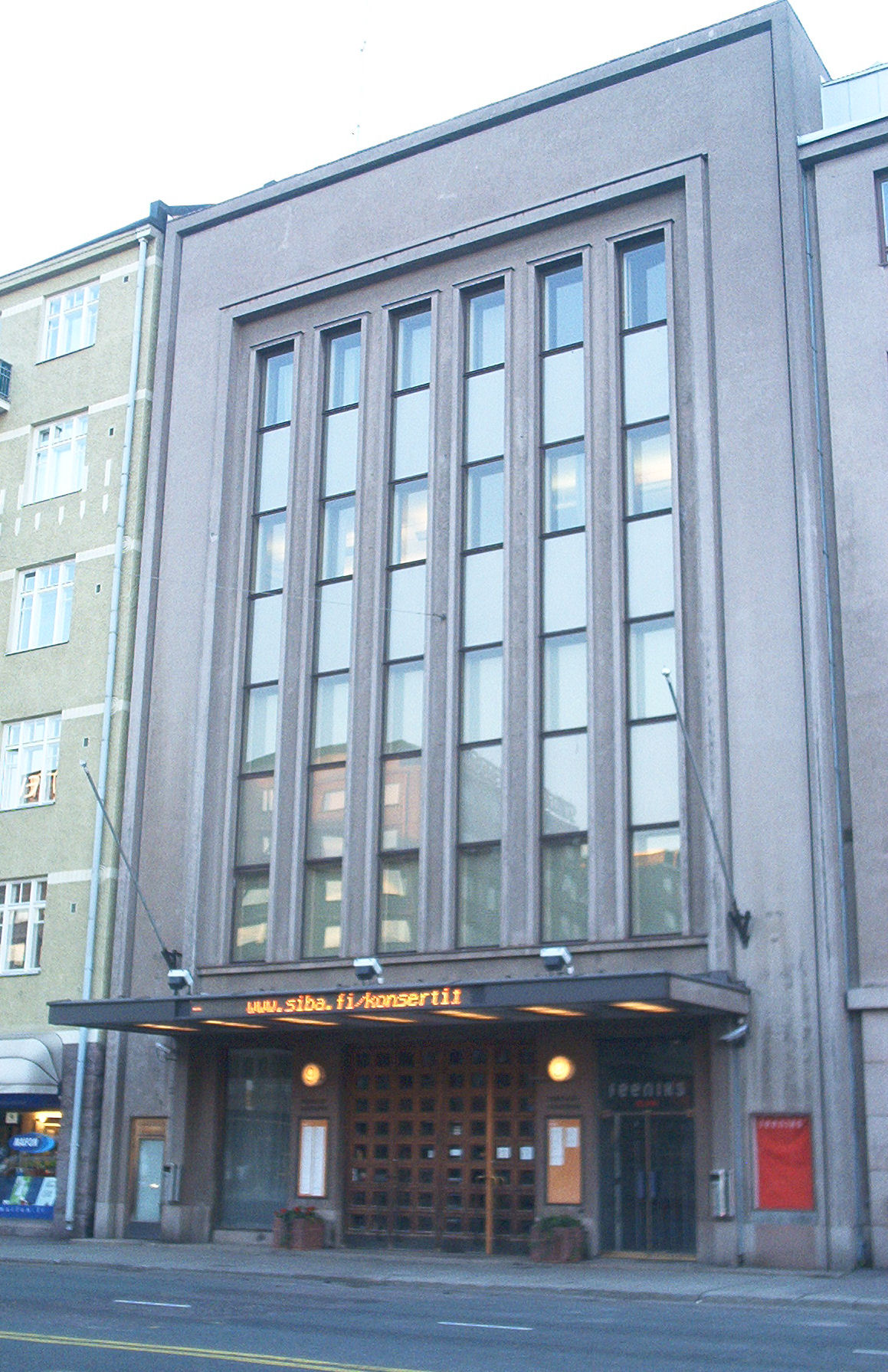
Die Sibelius-Akademie im Zentrum von Helsinki

Die Sibelius-Akademie (schwedisch Sibelius-Akademi, finnisch Sibelius-Akatemia) in Helsinki und Kuopio war die einzige Musikhochschule Finnlands und zählte als größte Musikhochschule der Nordischen Länder  zu den führenden Instituten in Europa. Sie wurde 1882 von Martin Wegelius als Helsingfors musikinstitut (schwedisch, dt. etwa Musikschule Helsinki) gegründet und 1939 nach dem berühmten finnischen Komponisten und Vater der finnischen Musik Jean Sibelius benannt. Sibelius lehrte selbst dort 1890–92.
Anfang 2013 fusionierte die Sibelius-Akademie zusammen mit der Kunstakademie Helsinki und der Theaterakademie Helsinki zur Universität der Künste Helsinki.

## Studienabschlüsse
- Bachelor of Music (BMus)
- Master of Music (MMus)
- Licentiate of Music (LMus)
- Doctor of Music (DMus)

## Fachbereiche
- Department of Folk Music
- Department of Jazz
- Department of Music Education
- Department of Music Technology
- DocMus (Department for Doctoral Studies in Music Performance and Research)
- Department of Orchestral Instruments
- Department of Piano Music
- Department of Vocal Music
- Department of Church Music
- Department of Composition and Music Theory
- Kuopio Department (verknüpft mit dem Department of Church Music)

## Berühmte Lehrer und Absolventen der Sibelius Academy
- Petri Aarnio (Geiger und Musikpädagoge)
- Paavo Berglund (Geiger und Dirigent)
- Linda Brava (Geigerin)
- Hermann Csillag (Geiger)
- France Ellegaard (Pianistin)
- Holger Fransman (Hornist)
- Reinhold Friedrich (Trompeter)
- Mathias Fuchs (Künstler und Medientheoretiker)
- Mia Heikkinen (Sängerin)
- Markus Hohti (Cellist)
- Kristiina Ilmonen (Folkmusikerin)
- Soile Isokoski (Sopranistin)
- Sari Kaasinen (Folk-Sängerin)
- Kalevi Kiviniemi (Organist)
- Perttu Kivilaakso (Cellist in der Band Apocalyptica)
- Pekka Kuusisto (Violinist)
- Helvi Leiviskä (Komponistin)
- Pauliina Lerche (Folkmusikerin)
- Max Lilja (Cellist in der Band Hevein und Gründungsmitglied der Band Apocalyptica)
- Magnus Lindberg (Komponist)
- Paavo Lötjönen (Cellist in der Band Apocalyptica)
- Antero Manninen (Cellist in der Band Apocalyptica und Cellist im Helsinki Philharmonic Orchestra)
- Karita Mattila (Sopranistin)
- Elina Mustonen (Cembalistin)
- Olli Mustonen (Pianist)
- Sasha Mäkilä (Dirigent)
- Arto Noras (früherer Student von Paul Tortelier)
- Kalevi Olli (Opernsänger, Komponist und Dirigent)
- Sakari Oramo (Dirigent des Finnish Radio Symphony Orchestra)
- Jorma Panula (Dirigent, Komponist und Pädagoge)
- Martti Pokela (Gründer des Folk Departments und ehemaliger Professor für Kantele)
- Einojuhani Rautavaara (Komponist)
- Martti Rousi (Professor für Violoncello)
- Kaija Saariaho (Komponistin)
- Arja Saijonmaa (Sängerin)
- Aulis Sallinen (Komponist)
- Matti Salminen (Bass)
- Esa-Pekka Salonen (Dirigent des Los Angeles Philharmonic Orchestra)
- Jukka-Pekka Saraste (früherer Dirigent des Toronto Symphony Orchestra)
- Soila Sariola (Sängerin des Ensembles Rajaton)
- Leif Segerstam (Dirigent des Helsinki Philharmonic Orchestra)
- Jean Sibelius (Komponist)
- Antti Siirala (Pianist)
- Heikki Siukola (Tenor)
- Erik T. Tawaststjerna (Pianist)
- Eicca Toppinen (Cellist in der Band Apocalyptica)
- Tarja Turunen (ehemalige Sängerin der Symphonic-Metal-Band Nightwish)
- Paula Vesala (Sängerin der Band PMMP)
- Osmo Vänskä (Dirigent des Minnesota Orchestra)
- Martin Wegelius

## Auszeichnungen
2010 wurde die Sibelius-Akademie bei den Interlaken-Classics von der Fondation Johanna Dürmüller-Bol mit dem Johanna Dürmüller-Bol Young Classic Award ausgezeichnet.